# ميندوتا (كاليفورنيا)
ميندوتا (بالإنجليزية: Mendota )‏ هي إحدى مدن مقاطعة فريسنو، كاليفورنيا. تم إعطاءها لقب مدينة في 17 يونيو، 1942.